# Gelis viduus
Gelis viduus là một loài tò vò trong họ Ichneumonidae.